# 카트린 플뢰리
카트린 플뢰리(프랑스어: Catherine Fleury, 1966년 6월 18일~)는 프랑스의 유도 선수, 지도자이다. 1992년 하계 올림픽에서 금메달을 획득했으며, 세계 유도 선수권 대회에서 금메달 1개, 동메달 2개를 획득했다.

## 경력
파리에서 태어난 플뢰리는 1987년에 프랑스 유도 국가대표 선수로 발탁되었다. 1989년 10월에 유고슬라비아의 베오그라드에서 열린 1989년 세계 선수권 대회에서 스페인의 베고냐 고메스, 대한민국의 김성혜, 서독의 가브리엘레 리첼, 소련의 옐레나 페트로바를 차례로 꺾으며 우승을 차지했다.
1992년 스페인 바르셀로나에서 열린 1992년 하계 올림픽에 프랑스 국가대표로 참가하여 -61kg급 결승전에 출전했다. 이 대회에서 짐바브웨의 데비 워런진스, 쿠바의 일레아나 벨트란, 베네수엘라의 시오마라 그리피트, 대한민국의 구현숙, 이스라엘의 야엘 아라드를 꺾고 금메달을 획득하였다.
1995년 9월 일본 지바에서 열린 1995년 세계 선수권 대회에서 벨기에의 헬라 판데카베이어와 함께 대한민국의 정성숙과 네덜란드의 예니 할의 뒤를 이어 동메달을 획득했다.

## 개인사
프랑스 유도 국가대표 선수였던 크리스티앙 바숑과 결혼했다.